# Васил Ватев
Васил Бочев Ватев (Жельо) е български партизанин.

## Биография
Васил Ватев е роден на 16 април 1916 г. в с. Калейца, Троавско. Произхожда от средно селско семейство. Завършва основното училище в родното си село. Учи в Държавно смесено педагогическо училище „Цар Борис III“ (Ловеч). Тук е активен член на РМС. Средно образование завършва в Троянската гимназия.
Записва се студент в Агрономическият факултет на Софийския университет. Тук е активен член БОНСС и отговорник на факултета.
Участва в Съпротивителното движение по време на Втората световна война. При опит за полицейски арест преминава в нелегалност и постъпва от 15 август 1942 г. в Народна бойна дружина „Чавдар“. След нейното прегрупиране е партизанин в Партизански отряд „Христо Кърпачев“ Като партизанин взема участие в множество акции.
На 12 март 1944 г. при разкриването на партизанското скривалище в местността „Трифонова усойна“ между селата Дълбок дол и Калейца загива при престрелка с полицейско подразделение заедно с Дочо Съев, Тотка Съева и Христо Банков.